# Aeroporto de Berna
O Aeroporto de Berna/Belp (IATA: BRN, ICAO: LSZB) é um aeroporto que serve Berna, capital da Suíça, e que localiza-se oficialmente dentro dos limites de uma cidade próxima, Belp. Por esse motivo, é muitas vezes conhecido simplesmente como Aeroporto de Belp.
Duas linhas de ônibus servem o aeroporto: o ônibus do aeroporto de Berna (linha 334), que o conecta à Estação Ferroviária de Berna, e o ônibus Tangento (linha 160), que liga o aeroporto a Belp, Konolfingen e Münsingen.
O Biderhangar, um dos hangares de aeroportos construídos pelo suíço Oskar Bider, pioneiro da aviação, foi listado como patrimônio de importância nacional em novembro de 2008, por um projeto de revisão do Inventário dos Bens Culturais Suíços de Importância Nacional e Regional.
Em 2011, o aeroporto transportou 184 831 passageiros.